# Zardaxaç
Zardaxaç (armeniska: Zardakhach, Զարդախաչ) är en ort i Azerbajdzjan.   Den ligger i distriktet Kəlbəcər Rayonu, i den centrala delen av landet, 290 km väster om huvudstaden Baku. Zardaxaç ligger 1 043 meter över havet och antalet invånare är 125.
Terrängen runt Zardaxaç är bergig västerut, men österut är den kuperad. Runt Zardaxaç är det ganska glesbefolkat, med 32 invånare per kvadratkilometer.. Närmaste större samhälle är Aterk, 3,7 km öster om Zardaxaç. 
Trakten runt Zardaxaç består till största delen av jordbruksmark.